# تینا کارول
تینا کارول (به اوکراینی: Тіна Кароль) زاده ۲۵ ژانویه ۱۹۸۵ خواننده‌ای اوکراینی است، که در مسابقه آواز یورو ویژن ۲۰۰۶ به عنوان نماینده ای از اوکراین شرکت کرد.

## زندگی‌نامه
پدر و مادر او اوکراینی-یهودی اند و در شهر اوروتوکان زندگی می‌کنند. او از کالج موسیقی‌ای در کی‌یف پایتخت اوکراین فارغ‌التحصیل شد. در سال ۲۰۰۵ به عراق و کوزوو سفر کند تا برای صلح بانان آن جا برنامه اجرا کند. در ۲۰۰۶ با آهنگ «من ملکهٔ تو هستم» جواز شرکت در مسابقات یورو ویژن را کسب کرد. او با آهنگ «عشقت را به من نشان بده» در این مسابقات شرکت کرد و با امتیاز نهایی ۱۴۵ رتبهٔ ۷را به دست آورد.

## آلبوم‌ها
1. "Money Doesn't Matter"
2. "Russian Boy"
3. "Life Is Not Enough"
4. "Honey"
5. "Love of My Live"
6. "Show Me Your Love"
7. "Silent Night"
8. "Honey" (Fiesta edit)
9. "Money Doesn't Matter" (Remake)
10. "Show Me Your Love" (REMIX radio edit)
11. "Show Me Your Love" (REMIX club edit)
12. "Vyshe Oblakov"
13. "Vyshe Oblakov"

### Nochenka (Sweet Night) 2006
1. "Nochenka"
2. "Vyshe Oblakov"
3. "Namaluyu Tobi"
4. "Pupsik"
5. "Ty Otpusti"
6. "Vyshe Oblakov"
7. "Nochenka"
8. "Vyshe" Oblakov
9. "Pupsik"
10. "Nochenka"
11. "Vyshe Oblakov"
12. "Pupsik"

### Polyus Prityazheniya
1. "Polyus Prityazheniya"
2. "Beloe Nebo"
3. "Lyublyu Ego"
4. "Ny K Chemu"
5. "Klyuchik"
6. "U Neba Poprosim"
7. "Vremya Kak Voda"
8. "Loosing My Way"
9. "Come On"
10. "(Vremya Kak Voda" (remix
11. "(Lyublyu Eho" (video
12. "(Polyus Prityazheniya" (video

## تک اهنگ‌ها
- «Vyshe Oblakov» (۲۰۰۵)
- «Show Me Your Love (Tina Karol song)|Show Me Your Love]» (۲۰۰۶) #۱
- "Nochenka" (۲۰۰۶)
- "Pupsik" (۲۰۰۶)
- «Lyublyu Ego» (۲۰۰۷
- «Polyus Prityazheniya» (۲۰۰۷) #۲
- «U Neba Poprosim» (У неба попросим) (۲۰۰۸) #۲
- Ne Bojsia (Не бойся) (۲۰۰۹) #۳
- Radio Baby (۲۰۰۹)